# Idioma yitha-yitha
El idioma yitha-yitha es una lengua moribunda del sur de Australia Meridional hablada por el pueblo Yitha Yitha. El idioma se estudió en la década de 1980. Yita Yita tiene muchas palabras monosilábicas, finales de consonantes y grupos de consonantes. Muchos topónimos de Yita Yita incluyen las palabras tin que significa pie y cabul que significa pierna.

## Dialectos
- Yitha-Yitha
- Dardi-Dardi (Tati-Tati, Ta-tati)